# Бозаро
Бозаро (итал. Bosaro) — коммуна в Италии, располагается в провинции Ровиго области Венеция.
Население составляет 1383 человека (2008 г.), плотность населения составляет 230 чел./км². Занимает площадь 6 км². Почтовый индекс — 45033. Телефонный код — 0425.
Покровителем коммуны почитается святой Себастьян, празднование 20 января.

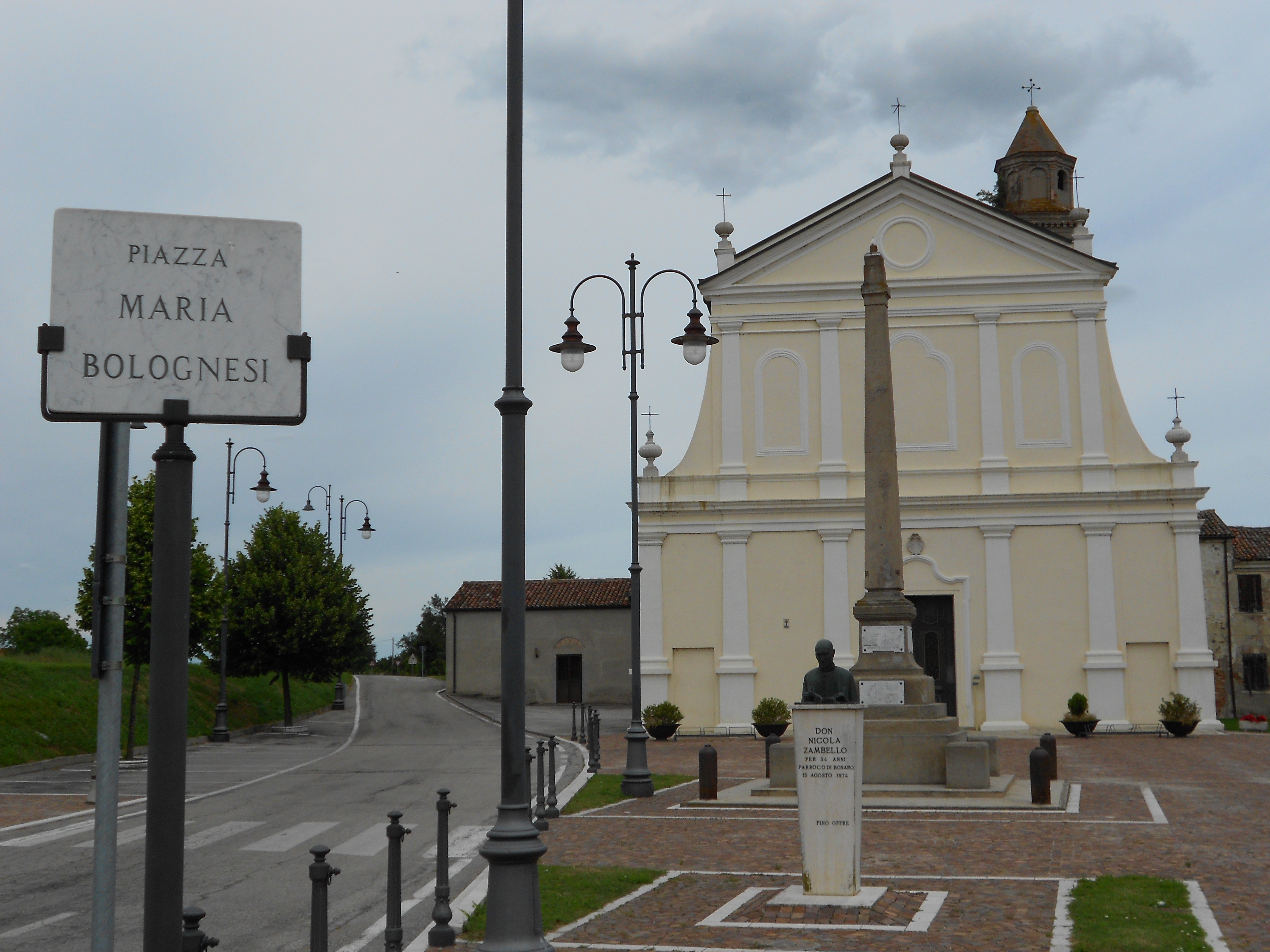
Площадь Мария Болонская и приходской храм святого мученика Себастьяна.

## Демография
Динамика населения:

## Администрация коммуны
- Официальный сайт: https://web.archive.org/web/20081006235214/http://www.comunebosaro.ro.it/